# Kylie Verzosa
Kylie Fausto Verzosa (Baguio, Filipinas, 7 de febrero de 1992) es modelo filipina y ganadora del certamen Binibining Pilipinas Internacional 2016 y del Miss Internacional 2016.

## Vida
Verzosa nació en la ciudad de Baguio, Filipinas. Se graduó en la Universidad Ateneo de Manila con una licenciatura en Administración de Empresas y trabaja como maestra de niños en etapa preescolar. Además es defensora y trabaja por una buena causa para crear conciencia en contra la depresión y el suicidio, por lo que trabaja para la Fundación Natasha Goulbourn, cuyo objetivo es educar a la gente sobre la misma causa.

## Binibining Pilipinas Internacional 2016
Kylie Verzosa participó por primera vez en el Binibining Pilipinas 2015 donde quedó entre las 15 semifinalistas, al año siguiente lo intentó otra vez, por lo que el 17 de abril de 2016 se coronó como Binibining Pilipinas Internacional 2016 equivalente a la posición como primera finalista, detrás únicamente por Maxine Medina, quien fue la ganadora absoluta en el certamen filipino e irá al Miss Universo 2016; Verzosa ganó el derecho de haber participado en Miss Internacional 2016 realizado en Japón en el mes de octubre.

## Miss Internacional 2016
Verzosa compitió representando a Filipinas en la 56° edición de Miss Internacional, por lo que el 27 de octubre de 2016 se alzó con la corona tras competir con 69 delegadas de todo el mundo en la Sala municipal del Domo de Tokio en la ciudad homónima, Japón, convirtiéndose en la sexta mujer en su país en obtener el título en el certamen, la última vez fue en 2013, donde su compatriota Bea Rose Santiago ganó el título en ese entonces.